# 爵士樂俱樂部

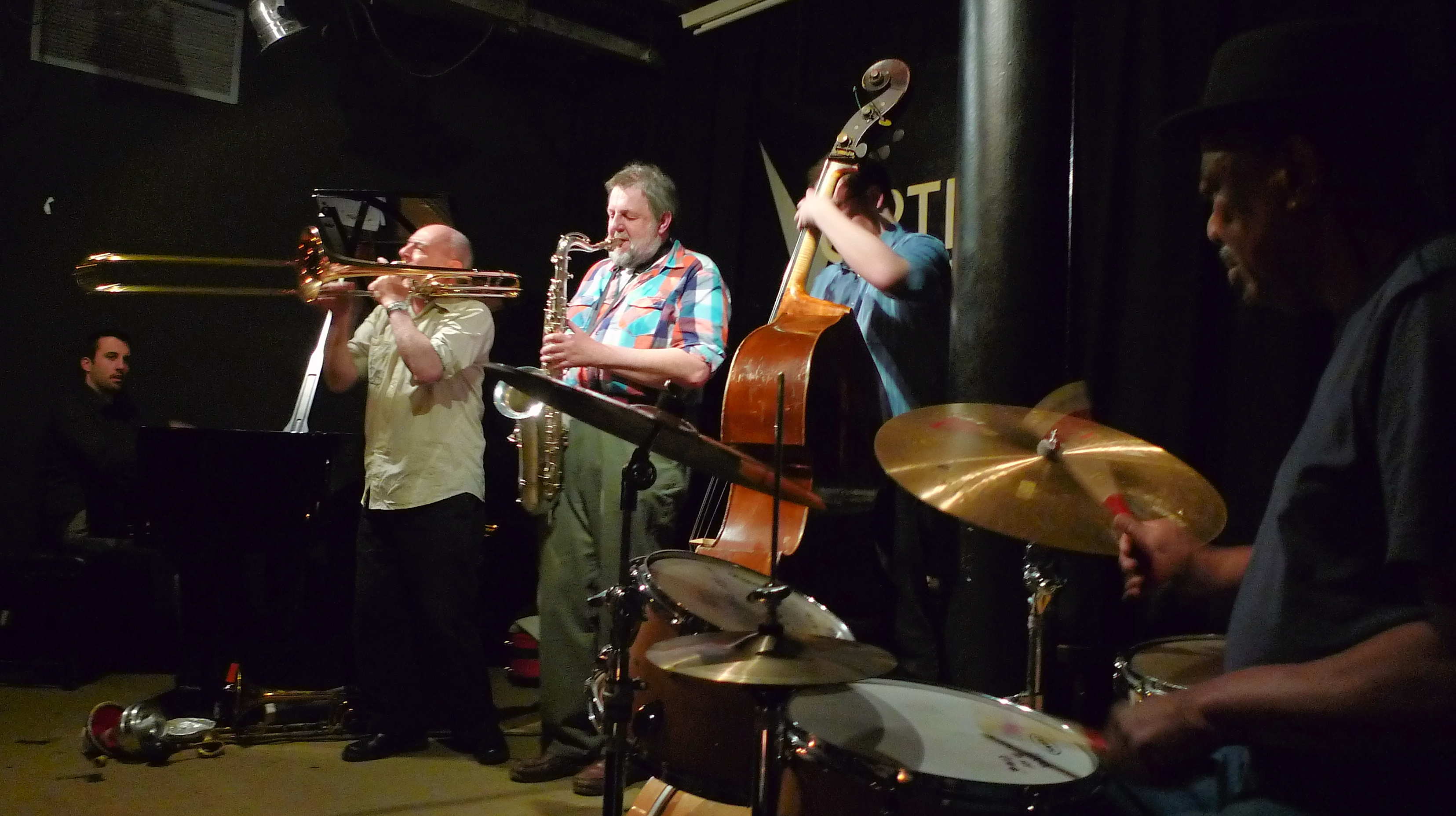
The Louis Moholo Quintet在爵士樂俱樂部裏表演

爵士樂俱樂部（英語：Jazz club）是指現場表演爵士樂的場所。與夜總會和酒吧屬於同類型，可以容許售賣酒精飲料。爵士樂俱樂部在交響爵士及大樂團年代曾擁有大範圍的空間面積，原因是當時的樂團規模很大，而且時常擴張。搖擺年代時期更加普遍，因為當時的爵士樂非常流行舞曲，舞者需要空間來活動。到了1940年代，開始出現咆勃爵士樂及後來的靈魂爵士樂的風格，而小規模的音樂家組合被大多重用，例如四重奏樂團和三重奏組合。再加上音樂變成只用來聽，而不是舞曲形式。因此，小型俱樂部變得較為實用。
2000年代，在大型住宅建築物的地下室、店面或零售生意的上層樓面內，都可以尋找到爵士樂俱樂部的蹤跡。他們與其他的音樂場所互相比較之下，例如搖滾樂俱樂部，會顯得相當小型。反映出爵士樂在流行興趣中長期處於衰落情況。